# Open Barletta 2024 - Doppio
Il doppio del torneo di tennis professionistico Open Barletta 2024, facente parte della categoria Challenger 75 nell'ambito dell'ATP Challenger Tour 2024, si è giocato dal 1° al 7 aprile a Barletta, in Italia. Tra le sedici coppie di partecipanti erano assenti Jacopo Berrettini e Flavio Cobolli, i detentori del titolo.
In finale Zdeněk Kolář e Tseng Chun-hsin hanno sconfitto Théo Arribagé e Benjamin Bonzi con il punteggio di 1–6, 6–3, [10–7].

## Teste di serie
1. Ivan Liutarevich /  Vladyslav Manafov (semifinale)
2. Luca Margaroli /  Santiago Rodríguez Taverna (quarti di finale)

1. Ivan Sabanov /  Matej Sabanov (semifinale)
2. Alexandru Jecan /  Markos Kalovelonis (quarti di finale)

## Wildcard
1. Domenico Scelzi /  Luca Scelzi (primo turno)

1. Fabrizio Andaloro /  Mariano Tammaro (quarti di finale)

## Alternate
1. Sebastian Gima /  Filip Cristian Jianu (primo turno)

## Tabellone

### Legenda
| - Q = Qualificato - WC = Wild card - LL = Lucky loser | - ALT = Alternate - SE = Special Exempt - PR = Protected Ranking | - w/o = Walkover - r = Ritirato - d = Squalificato |

|  | Primo turno | Primo turno                     | Primo turno                     | Primo turno | Primo turno |  |  | Quarti di finale | Quarti di finale                | Quarti di finale                | Quarti di finale   | Quarti di finale   |   |      | Semifinali | Semifinali                   | Semifinali              | Semifinali                   | Semifinali |   |      | Finale | Finale | Finale | Finale | Finale |  |
|  |             |                                 |                                 |             |             |  |  |                  |                                 |                                 |                    |                    |   |      |            |                              |                         |                              |            |   |      |        |        |        |        |        |  |
|  | 1           | I Liutarevich V Manafov         | 6                               | 2           | [11]        |  |  |                  |                                 |                                 |                    |                    |   |      |            |                              |                         |                              |            |   |      |        |        |        |        |        |  |
|  |             | D Džumhur N Fatić               | 3                               | 6           | [9]         |  |  | 1                | I Liutarevich V Manafov         | I Liutarevich V Manafov         | 6                  | 7                  |   |      |            |                              |                         |                              |            |   |      |        |        |        |        |        |  |
|  |             | M Copil N Serdarušić            | M Copil N Serdarušić            | 6           | 6           |  |  |                  | M Copil N Serdarušić            | M Copil N Serdarušić            | 4                  | 5                  |   |      |            |                              |                         |                              |            |   |      |        |        |        |        |        |  |
|  | WC          | D Scelzi L Scelzi               | D Scelzi L Scelzi               | 1           | 0           |  |  |                  |                                 |                                 |                    |                    |   |      | 1          | I Liutarevich V Manafov      | I Liutarevich V Manafov | 3                            | 5          |   |      |        |        |        |        |        |  |
|  | 4           | A Jecan M Kalovelonis           | A Jecan M Kalovelonis           | 6           | 6           |  |  |                  |                                 |                                 | T Arribagé B Bonzi | T Arribagé B Bonzi | 6 | 7    |            |                              |                         |                              |            |   |      |        |        |        |        |        |  |
|  |             | E Dalla Valle S Vincent Ruggeri | E Dalla Valle S Vincent Ruggeri | 3           | 4           |  |  | 4                | A Jecan M Kalovelonis           | 6                               | 3                  | [6]                |   |      |            |                              |                         |                              |            |   |      |        |        |        |        |        |  |
|  |             | G Oradini L Rottoli             | G Oradini L Rottoli             | 4           | 4           |  |  |                  | T Arribagé B Bonzi              | 3                               | 6                  | [10]               |   |      |            |                              |                         |                              |            |   |      |        |        |        |        |        |  |
|  |             | T Arribagé B Bonzi              | T Arribagé B Bonzi              | 6           | 6           |  |  |                  |                                 |                                 |                    |                    |   |      |            | Théo Arribagé Benjamin Bonzi | 6                       | 3                            | [7]        |   |      |        |        |        |        |        |  |
|  | WC          | F Andaloro M Tammaro            | F Andaloro M Tammaro            | 7           | 6           |  |  |                  |                                 |                                 |                    |                    |   |      |            |                              |                         | Zdeněk Kolář Tseng Chun-hsin | 1          | 6 | [10] |        |        |        |        |        |  |
|  |             | N Schell M Whitehouse           | N Schell M Whitehouse           | 64          | 2           |  |  | WC               | F Andaloro M Tammaro            | F Andaloro M Tammaro            | 4                  | 3                  |   |      |            |                              |                         |                              |            |   |      |        |        |        |        |        |  |
|  |             | G Ricca S Travaglia             | G Ricca S Travaglia             | 4           | 3           |  |  | 3                | I Sabanov M Sabanov             | I Sabanov M Sabanov             | 6                  | 6                  |   |      |            |                              |                         |                              |            |   |      |        |        |        |        |        |  |
|  | 3           | I Sabanov M Sabanov             | I Sabanov M Sabanov             | 6           | 6           |  |  |                  |                                 |                                 |                    |                    |   |      | 3          | I Sabanov M Sabanov          | 6                       | 5                            | [4]        |   |      |        |        |        |        |        |  |
|  |             | T Gentzsch A Oetzbach           | T Gentzsch A Oetzbach           | 5           | 3           |  |  |                  |                                 |                                 | Z Kolář C-h Tseng  | 3                  | 7 | [10] |            |                              |                         |                              |            |   |      |        |        |        |        |        |  |
|  |             | Z Kolář C-h Tseng               | Z Kolář C-h Tseng               | 7           | 6           |  |  |                  | Z Kolář C-h Tseng               | Z Kolář C-h Tseng               | 7                  | 6                  |   |      |            |                              |                         |                              |            |   |      |        |        |        |        |        |  |
|  | Alt         | S Gima FC Jianu                 | S Gima FC Jianu                 | 4           | 3           |  |  | 2                | L Margaroli S Rodríguez Taverna | L Margaroli S Rodríguez Taverna | 5                  | 3                  |   |      |            |                              |                         |                              |            |   |      |        |        |        |        |        |  |
|  | 2           | L Margaroli S Rodríguez Taverna | L Margaroli S Rodríguez Taverna | 6           | 6           |  |  |                  |                                 |                                 |                    |                    |   |      |            |                              |                         |                              |            |   |      |        |        |        |        |        |  |